# Stanovci
Stanovci est un petit village près de la ville de Vucitrn au nord-est du Kosovo. Dans les faits, c'est la réunion de deux villages, Gornje Stanovce (Haut Stanovce) et Donje Stanovce (Bas Stanovce). Stanovice est situé entre la rivière de la Sitnica et la route Pristina-Mitrovica à 15 km de la capitale Pristina. Le village compte une population de 2 000 personnes. Les terres sont essentiellement utilisées pour l'agriculture. La montagne de Cicavica culmine à 1 091 m à l'est du village.